# DATASUS
Departamento de Informação e Informática do Sistema Único de Saúde (DATASUS) é o departamento de informática do Sistema Único de Saúde do Brasil. 
Trata-se de um órgão da Secretaria de Informação e Saúde Digital - SEIDIGI do Ministério da Saúde, com a responsabilidade de coletar, processar e custodiar dados de saúde.
O Datasus custodia dados de saúde (referentes a indicadores de saúde, assistência à saúde, informações epidemiológicas e de morbidade, informações sobre a rede de assistência à saúde, estatísticas vitais, informações demográficas e socioeconômicas) e dados sobre informações financeiras (referentes aos recursos do Fundo Nacional de Saúde transferidos aos municípios, aos créditos aos prestadores de serviços de saúde, aos orçamentos públicos de saúde declarados pelos Estados, pelo Distrito Federal e pelos Municípios). Essas bases de dados podem ser consultadas no portal do Datasus.
É responsável, também, pelos sistemas e aplicativos necessários para registrar e processar as informações de saúde. Um exemplo é o Cadastro Nacional de Estabelecimentos de Saúde (CNES), que contém todas as informações sobre a base instalada para atendimento à população no país: equipamentos, leitos e os profissionais, por especialidade, com informações tanto do segmento privado conveniado ao SUS quanto do segmento público. Os sistemas de saúde administrados pelo Datasus ainda não são integrados entre si.
O Decreto nº 100, de 16 de abril 1991, instituiu a Fundação Nacional de Saúde e criou o DATASUS como um de seus departamentos.

As competências do Datasus são estabelecidas pelo Regimento Interno do Ministério da Saúde, cuja publicação mais recente se deu pelo Decreto n.º 11.798, de 28 de novembro de 2023:
[...] Art. 54 - Ao Departamento de Informação e Informática do Sistema Único de Saúde compete:
I - elaborar, monitorar e avaliar a Política Nacional de Informação e Informática em Saúde, no âmbito do Ministério da Saúde;
II - coordenar a implementação e a atualização da Política Nacional de Informação e Informática do SUS e o Plano Diretor de Tecnologia da Informação, no âmbito do Ministério da Saúde;
III - elaborar e monitorar o Plano Diretor de Tecnologia da Informação do Ministério da Saúde;
IV - planejar e desenvolver, junto às Secretarias do Ministério da Saúde, sistemas nacionais de informação em saúde;
V - definir as regras e os procedimentos e gerir o acesso às bases de dados dos sistemas nacionais de informação em saúde;
VI - monitorar a conformidade da infraestrutura de tecnologia da informação e comunicação e dos sistemas do Ministério da Saúde com as normas e com as políticas de tecnologia, informação e comunicação da administração pública federal;
VII - coordenar o desenvolvimento, a pesquisa e a incorporação de produtos de software para os sistemas nacionais de informação em saúde;
VIII - propor e adotar novas tecnologias, com vistas à melhoria de processos, segurança de dados, redução de custos e à atualização tecnológica da infraestrutura de tecnologia da informação e comunicação;
IX - coordenar a formulação e propor padrões semânticos da informação em saúde;
X - manter as bases de dados dos sistemas de informação do Ministério da Saúde;
XI - prospectar e gerenciar a Rede Lógica do Ministério da Saúde;
XII - oferecer suporte aos usuários internos no uso de recursos de tecnologia da informação e comunicação, no âmbito do Ministério da Saúde;
XIII - prover e gerir a infraestrutura de tecnologia da informação e comunicação no âmbito do Ministério da Saúde; e

XIV - coordenar e apoiar, no âmbito do Ministério, as atividades relacionadas ao Sistema de Administração dos Recursos de Tecnologia da Informação - Sisp.
As competências para sistematizar e disseminar informações estratégicas de saúde para subsidiar a tomada de decisão no âmbito do SUS cabem agora ao Departamento de Monitoramento, Avaliação e Disseminação de Informações Estratégicas em Saúde (Demas), outro órgão integrante da Secretaria de Informação e Saúde Digital - SEIDIGI.